# Annessione texana

Cartina dei confini del Texas dopo l'annessione del 1845.

Con la locuzione annessione texana si indica l'annessione politica, avvenuta nel 1845 della Repubblica del Texas da  parte degli Stati Uniti; fu così che il Texas divenne il ventottesimo Stato dell'Unione il 29 dicembre 1845.

## Storia

Mappa del Texas e degli Stati confinanti, William Hemsley Emory, 1844

La Repubblica del Texas aveva dichiarato la propria indipendenza dalla Repubblica Centralista del Messico il 2 marzo 1836. All'epoca la maggior parte della popolazione texana era favorevole all'annessione da parte degli Stati Uniti, tuttavia i principali esponenti dei due maggiori partiti politici statunitensi, Democratici e Whig, erano contrari, dal momento che l'ingresso nell'Unione di uno Stato dove la schiavitù era molto diffusa rappresentava un pericolo in una situazione interna già instabile a causa dell'antagonismo tra favorevoli e contrari alla schiavitù. Inoltre entrambi i partiti volevano evitare una guerra con il Messico, il cui governo aveva già rifiutato di riconoscere la sovranità della nuova entità separatasi da esso.
All'inizio del decennio 1840 l'economia del Texas era in netto declino, per questo motivo il presidente della Repubblica del Texas Sam Houston aveva tentato di intavolare colloqui con il governo messicano per esplorare la possibilità di ottenere l'indipendenza, con la mediazione della Gran Bretagna.
Nel 1843 la presidenza di John Tyler, non allineandosi con le posizioni di nessuno dei partiti al Congresso, decise in procedere in modo autonomo all'annessione del Texas, sperando così di guadagnare il consenso popolare necessario per la rielezione di Tyler. Tuttavia le motivazioni ufficiali furono di opporsi all'ipotetico tentativo britannico di favorire la fine della schiavitù in Texas, cosa che avrebbe provocato forti instabilità all'interno dell'Unione.
Tramite dei negoziati segreti con lo stesso Houston, il presidente Tyler stipulò un trattato di annessione nel 1844. Quando l'accordo fu reso pubblico e sottoposto al Senato statunitense per la ratifica, la questione dell'annessione del Texas divenne argomento centrale della campagna elettorale nel corso delle elezioni presidenziali del 1844. I delegati Democratici del sud, favorevoli all'annessione, impedirono che l'esponente più in vista del loro partito, Martin Van Buren, contrario all'annessione, ottenesse la nomina alla convenzione democratica. Alleandosi con i loro colleghi pro-annessione del nord, portarono alla nomina James Polk, che stilò un programma, ispirato alla dottrina del "destino manifesto", in favore dell'annessione del Texas.